# 楊六
楊六（？—1629年）
有史書寫作楊祿，為明朝末年的海盜商人，和楊七一起活耀於福建沿海。

## 生平
天啟六年（1626年），福建總兵俞咨皋以及把總許心素，迫使朱欽相將楊六、楊七兩人安撫。不過楊六收了鄭芝龍的錢，卻沒轉達鄭芝龍也想接受招撫，從此遭致鄭芝龍痛恨。
天啟七年（1627年），鄭芝龍以向楊六報仇為名進攻銅山，他躲在許心素家不敢出來迎戰。
後來楊六再度流竄於海上，崇禎二年（1629年），為鄭芝龍所殺。

## 註解
1. ↑  《鄭氏史料初編·卷一·兵科抄出江西道御史周昌晉題》
2. 1 2  《靖海紀略·卷一·答朱明景撫臺》
3. ↑  《靖海紀略·卷一·上朱撫臺》
4. ↑  《台灣外記》記載於浯州被殺，《綏寇紀略補遺·漳泉海寇》卻記載於潮州馬耳澳被生擒